# Cutremurul din Marrakesh-Safi din 2023
Cutremurul din 2023 din Marrakesh-Safi a fost un cutremur cu o magnitudine de moment de 6,8–6,9 (scara Richter) și o intensitate maximă de VIII pe scara Mercalli (intensitate severă) care a lovit regiunea Marrakesh-Safi din Maroc pe 8 septembrie 2023 la 23:11 ora locală (22:11 UTC). Epicentrul cutremurului a fost localizat la 73,4 km sud-vest de Marrakech, lângă orașul Ighil din Munții Atlas. S-a produs ca urmare a alunecării unei falii de mică adâncime sub lanțul muntos. Au fost raportate cel puțin 2.122 de decese, iar cele mai multe au avut loc în afara Marrakech. Pagubele au fost răspândite, iar monumentele istorice din Marrakech au fost distruse. Cutremurul a fost resimțit și în Spania, Portugalia, Gibraltar, Mauritania și Algeria.  
Este cel mai puternic cutremur înregistrat de aparate din Maroc și cel mai mortal din țară de la cutremurul din 1960. Este, de asemenea, al doilea cel mai mortal cutremur din 2023 după cutremurul din Turcia-Siria. Organizația Mondială a Sănătății a estimat că aproximativ 300.000 de persoane din Marrakech și din zonele învecinate au fost afectate.  În urma cutremurului, multe țări au oferit asistență umanitară. Marocul a stabilit o perioadă de doliu național de trei zile.  